# كارل سوارتز
كارل سوارتز (بالسويدية: Carl Swartz )‏ (و. 1858 – 1926 م) هو سياسي سويدي، ولد في نورشوبينغ، كان عضوًا في حزب التجمع المعتدل، وكان عضوًا في الأكاديمية الملكية السويدية للعلوم، توفي في ستوكهولم، عن عمر يناهز 68 عاماً.

## مناصب
تولى منصب رئيس وزراء السويد (30 مارس 1917–19 أكتوبر 1917)، وعضو البرلمان السويدي ‏.

## التعليم
تعلم في جامعة أوبسالا.

## جوائز
حصل على جوائز منها:
- وسام سيرافيم.